# Атаев, Сердарали Мураталиевич
Сердарали Мураталиевич Атаев  (туркм. Serdaraly Myratalyýewiç Ataýew; род. 14 декабря 1984, Туркменская ССР) — туркменский футболист, полузащитник марыйского клуба «Мерв». Выступал за национальную сборную Туркменистана .

## Клубная карьера
Начинал карьеру в футзале, признан лучшим футзалистом Туркменистана в 2010 году в составе «Херекета».
С 2010 года выступал в большом футболе за клубы высшего дивизиона Туркменистана.
В 2013 числился игроком самаркандского «Динамо» из Узбекистана. В том же году выиграл Кубок Туркменистана в составе «Ахала», забил победный гол в финале. В 2014 году выиграл Суперкубок Туркменистана в составе «Ахала». Позднее выступал за «Энергетик», с которым стал бронзовым призёром сезона-2016, и за «Шагадам».
В 2018 году перешёл в бишкекскую «Алгу». По итогам сезона 2018 года вошёл в десятку лучших бомбардиров чемпионата Кыргызстана с 12 голами.

## Международная карьера
Выступал за сборную Туркменистана по мини-футболу на Чемпионате Азии по мини-футболу 2010.
Дебютировал за национальную сборную Туркменистана по футболу 11 июня 2015 года в игре против сборной Гуама, в основном составе. Свой первый гол забил 29 марта 2016 года в ворота Индии. Всего в 2015—2016 годах сыграл за сборную 8 матчей и забил один гол.

## Достижения

### Командные
- Кубок Туркменистана по футболу: 2013
- Суперкубок Туркменистана по футболу: 2014